# Cornil Weus
Cornil Weus est un corsaire dunkerquois né vers 1535 et décédé en 1587 à Dunkerque.

## Biographie
En 1569, il est le capitaine du navire de guerre Le Lévrier armé par le Magistrat de Dunkerque pour la protection de ses pêcheurs contre les attaques des Gueux de la mer. 
Le contexte militaire général est le suivant : Dunkerque est espagnole. C'est l'avant-poste du monde catholique face aux Pays-Bas protestants. À quelques kilomètres au nord, les futures Provinces-Unies, protestants, se révoltent contre l'Espagne. C'est la Guerre de Quatre-Vingts Ans, à la fois guerre de religion et guerre de libération nationale, qui se terminera par l'indépendance des Provinces-Unies. Les forces protestantes sont très largement maritimes. Leur maîtrise de la mer les conduira à se tailler un empire au-delà des mers. Ce sont des flibustiers redoutés qui fournissent une grande partie des pirates et corsaires des Caraïbes. Contre eux, Dunkerque est le rempart du monde catholique.
Vice-amiral, Cornil Weus attaque les Hollandais en mai 1576. Il réussit à introduire quantité de munitions à Brouwershaven bloqué par les navires hollandais du prince d'Orange et rentre sans encombre à Dunkerque le 20 septembre à la tête d'une escadre de dix navires, commandant personnellement Le Lévrier.
Dunkerque étant espagnole à son époque, Cornil Weus combat bien évidemment pour l'Espagne, comme tous les corsaires dunkerquois de sa génération.
Sur Le Lévrier, Cornil Weus avait pour maître Antoine Bart, le bisaïeul du célèbre Jean Bart. Cornil Weus est lui aussi un ancêtre direct de Jean Bart, en ligne féminine, par l'intermédiaire de sa fille Laurence Weus, épouse de Michel Jacobsen, Cornil Weus ayant épousé Josynken de Rapere.